# Ovtja mogila
Ovtja mogila (bulgariska: Овча могила) är ett distrikt i Bulgarien.   Det ligger i kommunen Obsjtina Svisjtov och regionen Veliko Tărnovo, i den centrala delen av landet, 180 km nordost om huvudstaden Sofia.